# KkStB-Tenderreihe 21
Die kkStB-Tenderreihe 21 war eine Schlepptenderreihe der kkStB, deren Tender ursprünglich von der Süd-Norddeutschen Verbindungsbahn (SNDVB) stammten.
Die SNDVB beschaffte diese Tender ab 1872/73 von der Lokomotivfabrik Floridsdorf, zusammen mit den Güterzuglokomotiven der Reihe VI.
Nach der Verstaatlichung der SNDVB reihte die kkStB die Tender als Reihe 21 ein.
Sie blieben immer mit Maschinen der SNDVB/ÖNWB gekuppelt.